# 張永隆
張永隆，福建清流縣人，明朝政治人物、進士出身。

## 生平
永樂二年（1404年），登進士，擔任鲁府纪善。